# Foglianti

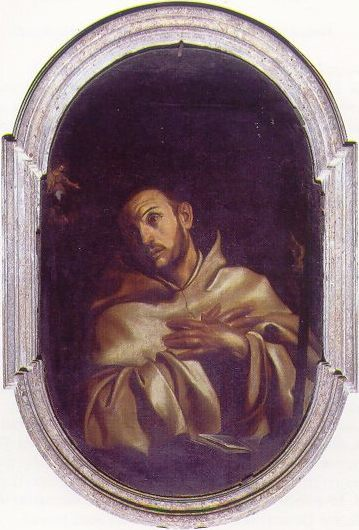
Jean Baptiste de la Barrière

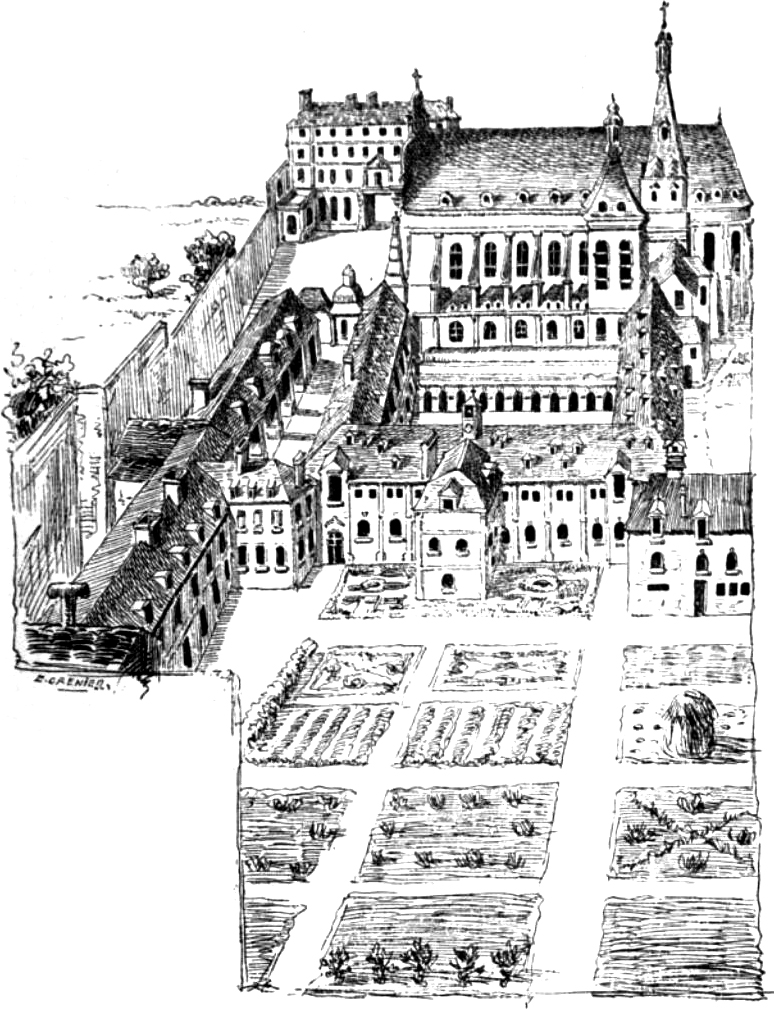
Il monastero dei foglianti di Parigi

I foglianti erano monaci appartenenti all'ordine sorto dalla riforma introdotta da Jean Baptiste de la Barrière nell'abbazia cistercense di Notre-Dame de Feuillant, presso Tolosa: resisi indipendenti dal capitolo di Cîteaux nel 1592, si diffusero rapidamente in Francia e in Italia, dove erano noti come bernardoni. Esisteva pure il ramo femminile delle fogliantine. L'ordine si estinse negli anni a cavallo tra il XVIII e il XIX secolo.

## Storia
Nel 1577 Jean Baptiste de la Barrière, abate del monastero cistercense di Notre-Dame de Feuillant, introdusse nel suo monastero una riforma basata sulla rigorosa osservanza della regola di san Benedetto, sul culto liturgico e sulla pratica dell'austerità di vita e del silenzio. Tale riforma, incoraggiata da papa Gregorio XIII nel 1581, venne approvata da papa Sisto V con il breve Religiosos viros del 5 maggio 1586; lo stesso pontefice, nel 1587, concesse al de la Barrière il permesso di estendere la riforma anche ad altri monasteri cistercensi.
La riforma venne abbracciata da numerose abbazie cistercensi di Francia e d'Italia: papa Clemente VIII, con il breve Pastoralis nostri muneris ratio del 4 settembre 1592, esentò tali abbazie dalla giurisdizione del capitolo generale dell'ordine Cistercense e dell'abate di Cîteaux.
Papa Urbano VIII, con la costituzione Ad uberes et suaves fructus, divise i foglianti in due congregazioni nazionali: la Congregatio gallica beatae Mariae Fuliensis e la Congregatio italica monachorum reformatorum sancti Bernardi; i foglianti italiani, detti bernardoni, vennero poi ulteriormente divisi nelle congregazioni "pedemontana" e "romana".

## Le fogliantine
Con il breve di papa Sisto V Super specula militantis Ecclesiae del 13 novembre 1587, Jean-Baptiste de la Barrière ottenne l'autorizzazione a introdurre la sua riforma anche nei monasteri femminili.
Poiché l'abate era direttore spirituale di alcune dame legate all'abbazia di Notre-Dame de Feuillant, le spinse ad abbracciare la vita religiosa e fondò il monastero femminile di Montesquiou (trasferito a Tolosa nel 1599), che ebbe come prima superiora Marguerite de Polastron.
Nel 1622, su richiesta della regina Anna d'Austria, le fogliantine fondarono anche il monastero di Saint-Jacques a Parigi.

## Estinzione dell'ordine
Tutti i monasteri foglianti francesi vennero soppressi nel 1791 a causa della Rivoluzione; gli ultimi vennero dissolti in età napoleonica.
Dal loro monastero in rue Saint-Honoré a Parigi prese il nome il movimento politico della rivoluzione francese detto Club dei foglianti.